# 塩冶掃部介

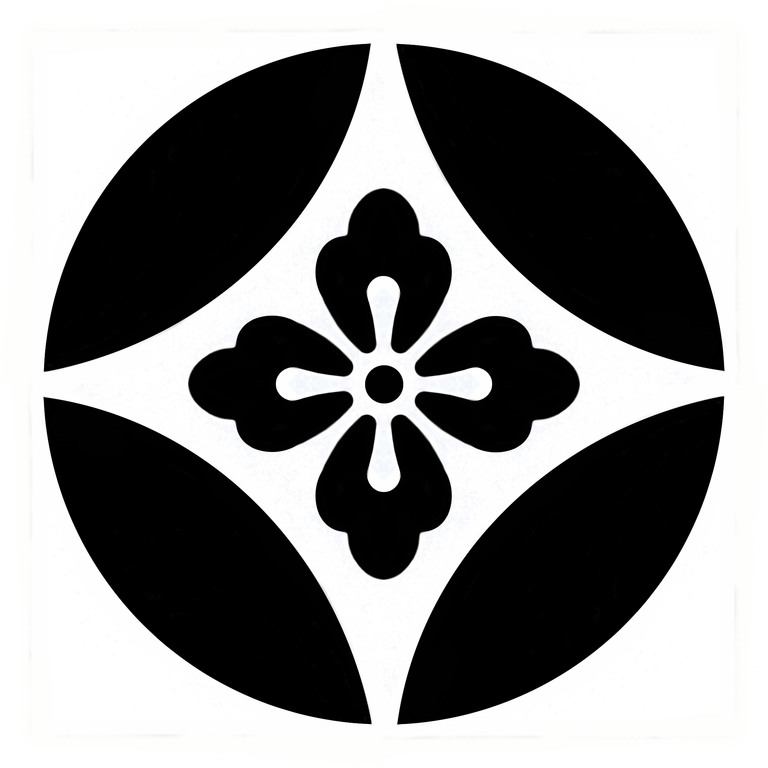
花輪違（七宝に唐花）

塩冶 掃部介（えんや かもんのすけ、生年不明 - 文明18年1月1日（1486年2月5日））は、室町時代から戦国時代にかけての武将。通称は荒法師。出雲国守護代。京極氏の家臣。なお、掃部介とは諱ではく百官名である。

## 伝承と実像
塩冶氏は出雲の国人。文明16年（1484年）、出雲の守護代尼子経久が主君京極政経によって追放された。掃部介は新たな守護代として月山富田城に入城する。
文明18年（1486年）元旦、毎年恒例の万歳が行われた。しかし、浪人となりながら富田城奪回を狙っていた経久の策で、城で毎年芸能を披露する鉢屋衆は経久と密かに手を組んでおり、尼子軍に夜討ちを仕掛けられた。これにより、掃部介は妻子を殺害した後、自害した。富田城脇に彼の墓が残っている。
ただ、掃部介の名は塩冶氏の史料には記載がなく、またそれらの史料にも掃部介に該当する人物は見られないため、近い人物は居たと思われるが、創作の人物と見るのが妥当であると考えられる。また、経久の追放自体の主体が室町幕府で、経久はむしろ政経の意向で動いていた可能性も指摘されている。幕府と政経の対立は、明応元年（1492年）に政経の京極氏家督剥奪（実質上の出雲守護解任）に発展している（宍道氏も尼子氏も京極氏の分家筋）。

## 掃部介の墓

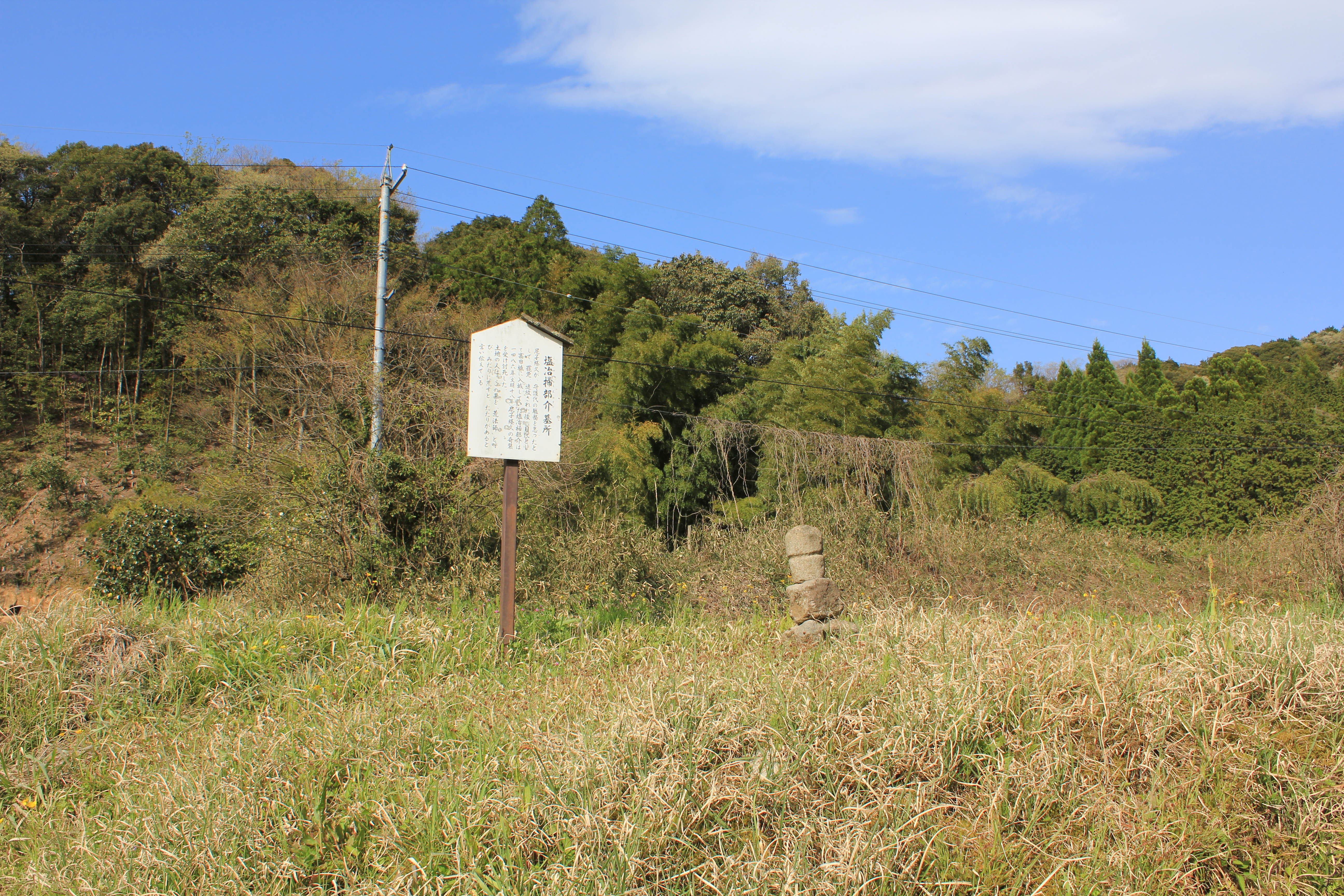
伝・塩冶掃部介墓

富田城下にある掃部介の墓をみだりに荒らすと、必ず祟りが起きるという伝説がある。

## 塩冶掃部介の登場する小説
- 上田秋成『菊花の約』（『雨月物語』所収）- 塩冶掃部介の忠臣で文明18年（1486年）9月9日に自刃した赤穴宗右衛門とその義弟・長谷部左門の「菊花の誓い」を題材とする。宗右衛門の従兄弟として登場する赤穴丹治は、史実では赤穴美作守幸清（1439年 - 1514年）に相当し、宗右衛門は幸清の又従兄弟の赤穴右近清信にあたる[注釈 1]。
- 小泉八雲『守られた約束』（『日本雑録』所収）- 上田秋成の『菊花の約』の抄訳。所々内容が省略されているが、初めて海外へ紹介された意義は深い。